# آناتولی یونوف
آناتولی یونوف (روسی: Анатолий Семёнович Ионов؛ ۲۳ مهٔ ۱۹۳۹ – ۱۲ مهٔ ۲۰۱۹) بازیکن هاکی روی یخ اهل اتحاد جماهیر شوروی سوسیالیستی بود.
وی همچنین برندهٔ جوایزی همچون نشان دوستی شده‌است.